# Airman. Nato per volare
Airman. Nato per volare  è un romanzo di avventura dell'autore irlandese Eoin Colfer, ambientato nelle Isole Saltee nel XIX secolo. È stato pubblicato inizialmente nel gennaio 2008, nel Regno Unito, in Irlanda e negli Stati Uniti. Il romanzo è stato selezionato per il Carnegie Medal 2009.
Colfer è stato ispirato a scrivere il libro dopo una spaventosa esperienza di paracadutismo.
La storia è fittizia e i personaggi principali sono di fantasia. Le Isole Saltee ("Isole salate") sono disabitate dal XX secolo.

## Personaggi principali
Conor BroekhartIl protagonista del racconto, con la passione per volare.
Declan BroekhartIl padre di Conor e capitano dei Tiratori Scelti delle Isole Saltee.
Catherine BroekhartLa moglie di Declan e madre di Conor.
Nicholas TrudeauIl re delle Isole Saltee
Isabella TrudeauLa principessa delle Isole Saltee, figlia di Nicholas. Amica e compagna di giochi di Conor fin dall'infanzia e suo grande amore.
Victor VignyL'insegnante di Isabella e Conor e mentore di quest'ultimo.
Hugo BonvilainGenerale e Guardiano della Santa Croce, è l'ultimo discendente della stirpe dei Bonvilain; alla morte di re Hector Trudeau, predecessore di Nicholas, sarebbe dovuto succedere al trono.
Linus WynterMusicista americano cieco, spia e compagno di cella di Conor sulla Piccola Saltee.
Arthur BilltoeGuardiano delle celle della Piccola Saltee. È lui che fornisce, senza volerlo, il materiale che serve a Conor per fuggire.
PikeAltro guardiano della Piccola Saltee.
Otto MalarkeyCapo degli Arieti Pugnaci, nasconde dei diamanti nell'isola insieme a Conor.

## Trama
Nel 1878, su un pallone aerostatico di prova durante l'Esposizione Universale di Parigi, nasce il protagonista Conor Broekhart. 
All'età di 10 anni, giocando con Isabella sulla torre del palazzo, scoppia un incendio e Conor, usando una bandiera presente sul tetto, riesce a fare una specie di aquilone per gettarsi in mare insieme alla principessa e salvarsi dopo che il re e Victor li soccorrono.
Re Nicholas nomina Conor Cavaliere diventando perciò "Sir Conor".
Conor passa gli anni successivi a progettare una macchina volante più pesante dell'aria insieme a Victor. Una sera, mentre era su una torre, vede l'ombra di Bonvilain aggirarsi tra le scale con una pistola in mano e Nicholas e Victor vengono uccisi dal generale che vuole prendere il controllo del Regno. Hugo incolpa Victor dell'assassinio e manda Conor a lavorare sulla Piccola Saltee sotto lo pseudonimo di Conor Finn.
In cella incontra Linus Wynter, musicista cieco e spia americana, come spiegherà in seguito a Conor. Egli lo aiuterà ad adattarsi alla vita della prigione.
Al lavoro, l'estrazione dei diamanti, incontra Otto Malarkey, capo degli Arieti Pugnaci, una banda che primeggiava in quel posto.
Tornando dalla Campana, dove si estraevano i diamanti, non trova più Linus; Billtoe dice che l'hanno "liberato", ma Conor pensa che l'abbiano ucciso perché, come aveva detto lo stesso Wynter: "L'omicidio è il modo più sbrigativo per evitare l'eccessivo affollamento della prigione".
Ma scopre che Linus aveva un segreto: coperto dal fango delle pareti della cella, c'era uno strato di corallo luminoso su cui, pur cieco, Wynter scriveva note e pentagrammi per ricordare i tempi passati in cui suonava.
Conor lo utilizza per progettare la macchina volante sognata con Victor usando i mezzi che Billtoe poteva fornire, in cambio di piccole invenzioni vendute a nome della guardia.
Durante la festa per l'incoronazione di Isabella, ormai maggiorenne, Conor riesce a fuggire con il deltaplano di fortuna e a raggiungere Londra per poi andare a Kilmore, dove trova Linus Wynter che radunava piccoli gruppi di passanti con la musica del suo violino.
Linus gli spiega che, per un ordine del re arrivato in ritardo, l'avevano liberato per davvero, così si trasferisce nella nuova residenza di Conor, torre Martello, precedentemente posseduta da Victor.
Dalla torre ogni sera torna sulla Piccola Saltee per riprendere i sacchetti pieni di diamanti nascosti con Malarkey nell'orto dell'isola. Intanto spaventa le guardie Billtoe e Pike, per prendersi finalmente la vendetta per quei due anni trascorsi in prigione. Molta gente l'ha visto in cielo e affermano di vedere un Airman, l'Aviatore.
Intanto viene a sapere che Bonvilain organizzerà un brindisi proprio in memoria sua, poiché aveva raccontato che Conor era stato ucciso nel tentativo di porre fine alla sparatoria tra Nicholas e Victor.
L'obiettivo di Hugo era quello di avvelenare la famiglia Broekhart ed Isabella, anch'essa invitata al banchetto.
Conor irrompe durante il brindisi e lotta contro il Generale, che finisce in mare: i Broekhart e le Saltee sono salvi.
Un mese dopo la regina Isabella vuole trovare una riforma contro le ingiustizie subite dai prigionieri della Piccola Saltee, mentre Conor si prepara per andare all'Università di Glasgow.
I due si baciano per la prima volta sulla Barriera, l'inattaccabile muro di difesa dell'isola.
Intanto lascia la Torre Martello in mano a Linus Wynter e ad un gruppo di ragazzi, che lo avevano aiutato a costruire il prototipo di aereo usato per sorvolare la torre-residenza del Generale, dove si svolgeva il brindisi di Hugo Bonvilain.

## Adattamento cinematografico
Erano stati presi accordi con Walt Disney Pictures per un adattamento del romanzo. Era stato confermato ufficialmente che sarebbe stato distribuito nel 2015, per la regia di Gil Kenan, la sceneggiatura di Ann Peacock e la produzione di Jack Rapke e Steve Starkey, ma poi la casa di produzione posticipò il tutto a data da decidersi e non si sono più avuti aggiornamenti al riguardo.